# 수메르와 아카드의 왕

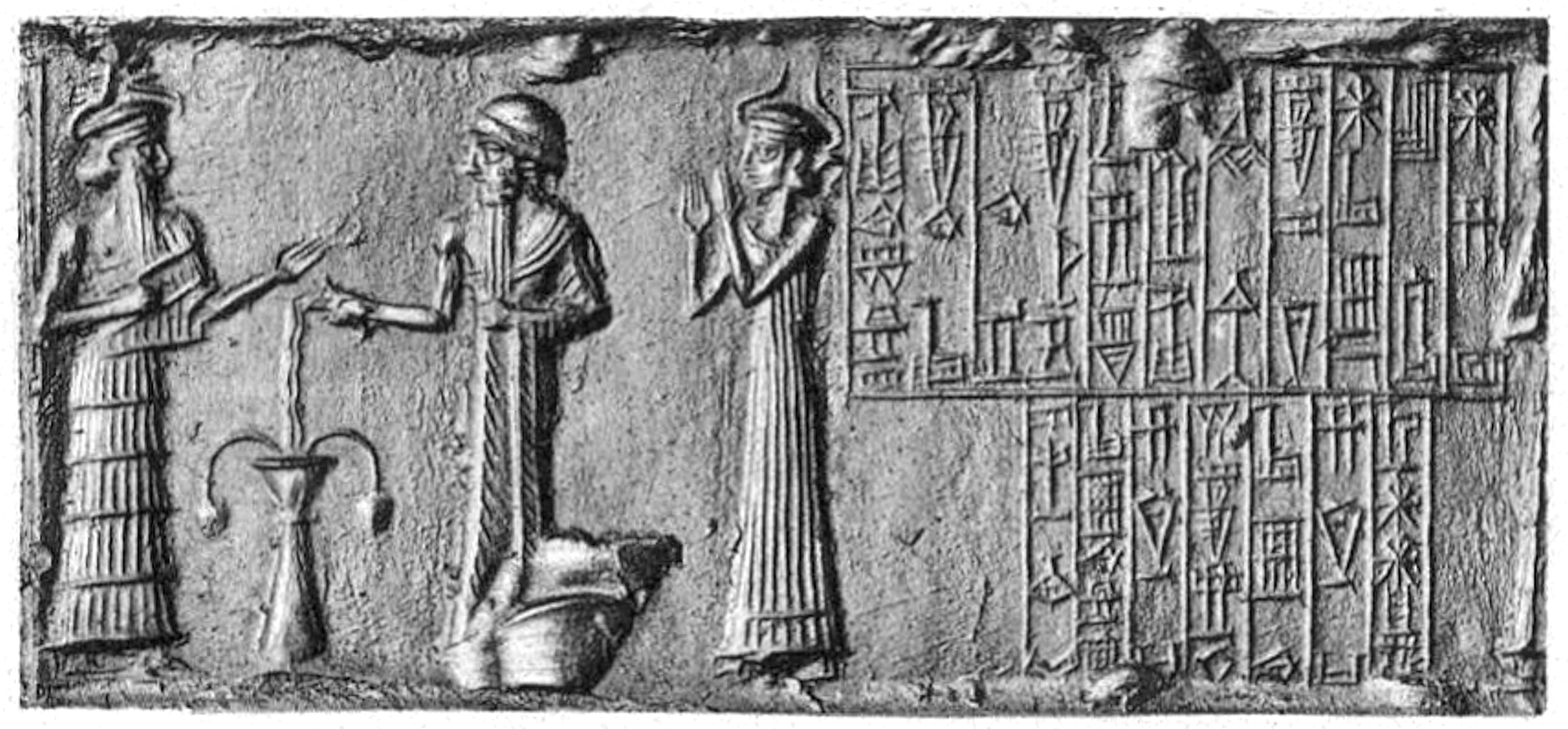
우르 제3왕조의 슐기의 원통형 인장(r. c. 2094–2047 BC). 비문에는 "강한 영웅, 우르의 왕, 수메르와 아카드의 왕 슐기의 삶을 위해 엔릴의 최고장관 누스카가 그의 왕에게"라고 쓰여 있다.

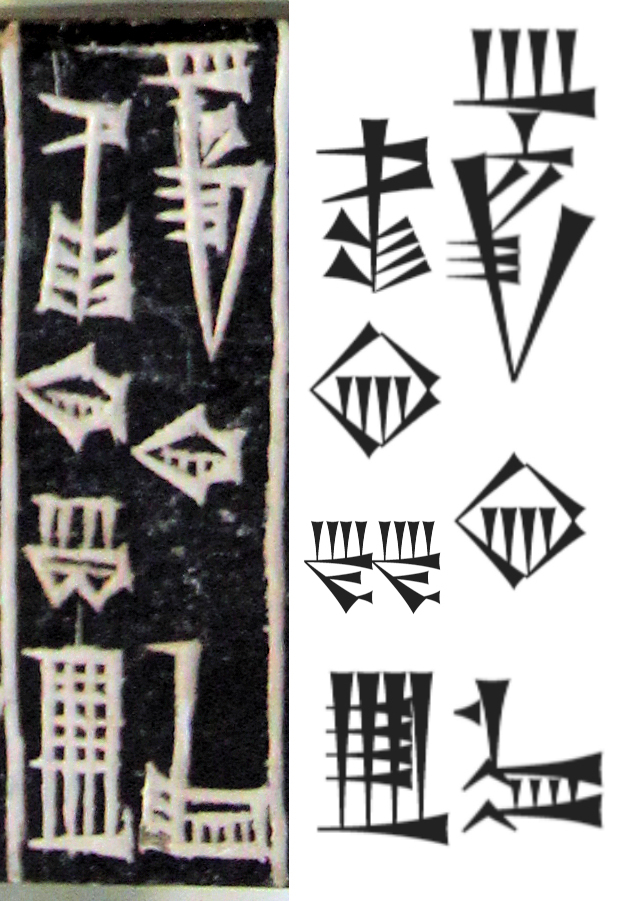
슐기(2094–2047 BC)의 인장에 "수메르와 아카드의 왕"이라는 뜻이 감긴 설형 문자 비문 Lugal Kiengi Kiuri. 마지막 ke _{4} 는 -k(속격)와 -e(능격)의 합성어이다.

수메르와 아카드의 왕(수메르어 : 𒈗𒆠𒂗𒄀𒆠𒌵 lugal -ki-en-gi-ki-uri , Akkadian : šar māt Šumeri u Akkadi )은 아카드 제국 (기원전 2334년~2154년)의 군주가 아카드의 왕 칭호에 "수메르의 왕" 칭호를 겸하며 생겨난 고대 메소포타미아 군주의 칭호이다.  이 칭호는 동시에 아카드의 사르곤(r. 2334–2279 BC)이 세운 고대 제국의 유산과 영광에 대한 주장과 함께 메소포타미아 하류( 수메르 지역으로 구성된) 전체를 통치한다는 주장을 표현했다. "수메르의 왕"과 "아카드의 왕"이라는 두 칭호가 아카드 왕들에 의해 사용되었음에도 불구하고, "수메르와 아카드의 왕"이라는 칭호는 신수메르 왕 우르남무 (2112 경 ~ 기원전 2095년), 메소포타미아 하부의 남부와 북부를 자신의 통치하에 통합하기 위해 만들어졌다. 오래된 아카드의 왕들 자신도 수메르와 아카드를 그런 방식으로 연결하는 것에 반대했을 것이다.
주요 왕국이 아시리아와 바빌로니아였던 메소포타미아 역사의 후기 세기에, 이 칭호는 주로 메소포타미아 하류를 통치했던 바빌로니아 군주들에 의해 사용되었으며, 아시리아 왕들에게 이 칭호는 바빌론과 그 주변 지역에 대한 공식적인 권위의 주장이 되었다. 실제로 바빌론을 지배했던 아시리아 통치자들만이 이 칭호를 사용했고 아시리아가 신바빌로니아 제국에게 영구적으로 바빌론의 통제권을 빼앗겼을 때 신바빌로니아 제국의 통치자들이 대신 이 칭호를 사용하기 시작했다. 수메르와 아카드의 왕이라고 주장하는 마지막 왕은 기원전 539년 에 바빌론을 정복한 후 여러 전통적인 메소포타미아 칭호를 취한 아케메네스 제국의 키루스 대제(r. 경 559–530 BC)였다.